# ヘルゲストの赤本

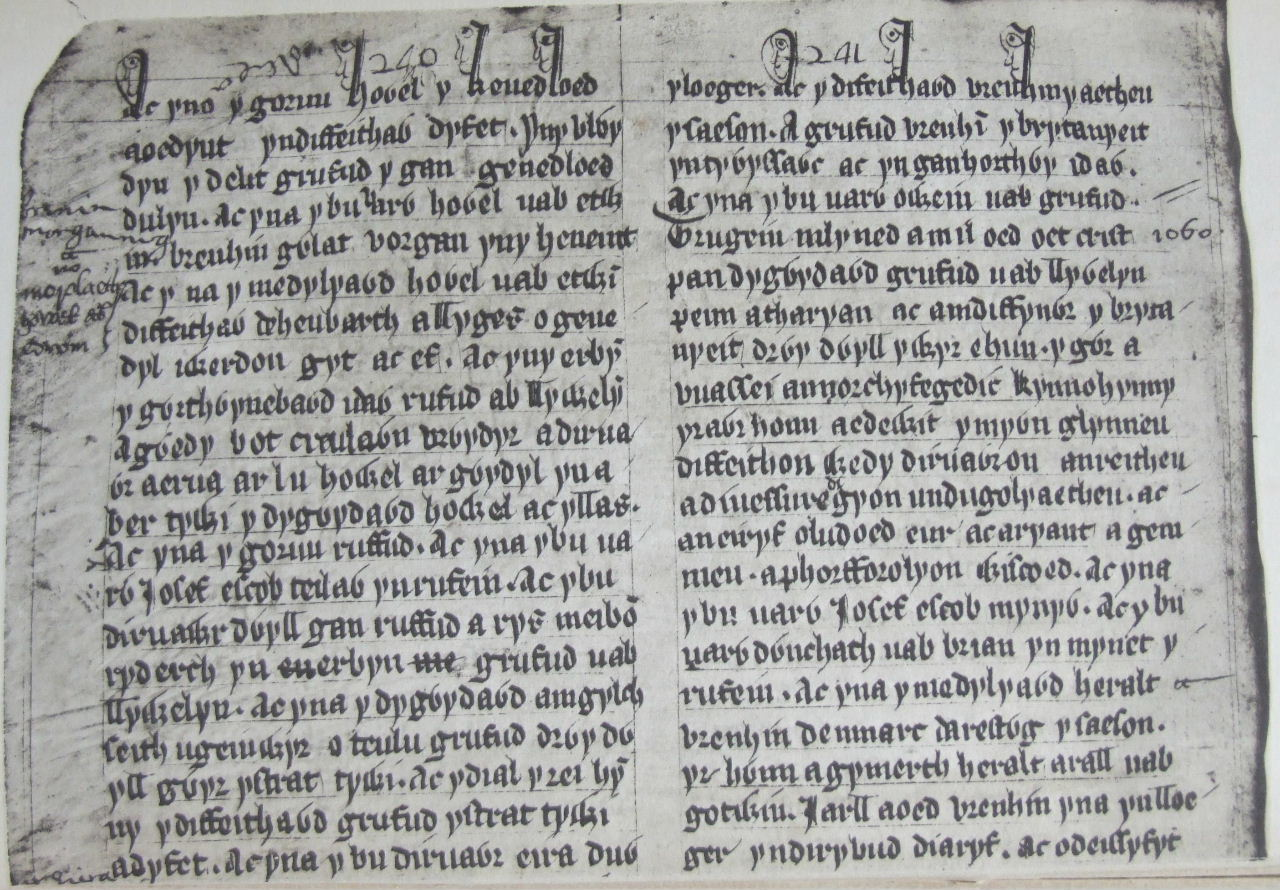
ウェールズの赤本（コラム240-241）

ヘルゲストの赤本（ヘルゲストのあかほん、ウェールズ語：Llyfr Coch Hergest）は、中世ウェールズ語写本の1つ。

## 執筆年代
『ヘルゲストの赤本』に含まれるのは散文と詩の両方で、1382年から1410年頃に書かれた。1701年、トマス・ウィルキンス師によりジーザス・カレッジに寄付され、現在はボドリアン図書館が代理で保管している（ MS 111）。

## 筆耕
写本を筆写した複数の筆耕のうち、1人はHywel Fychan fab Hywel Goch of Buelltと特定されている。HywelはスウォンジのYnysforganのHopcyn ap Tomas ab Einion（1330年頃 - 1403年以降）のために仕事をしたことでも知られる人物で、この写本もHopcynのために筆写した可能性がある。

## 名前の由来
写本の名前は、赤革で綴じられていたことと、Welsh Marches地域のヘレフォードシャーのキングトン（Kington）近郊のハージェスト・リッジ（Hergest Ridge）という丘の下に、1645年頃から17世紀はじめまであったハージェスト（ヘルゲスト）宮（Plas Hergest）と関係があったという事実に由来する。

## 内容
写本の最初の部分は散文で、『マビノギオン』（『ルゼルフの白本』とともにその主要な収集源の1つ）、その他の伝説、歴史的テキスト（ジェフリー・オブ・モンマスの『ブリタニア列王史』のウェールズ語翻訳を含む）、『ウェールズのトライアド』を含む様々な他のテキストが収められている。残りの部分は、とくに「Gogynfeirdd」または「Beirdd y Tywysogion」として知られる宮廷詩の時代からの詩である。
写本にはさらに、500年にわたって続いた中世王朝の創設者で、スランドーヴェリ（Llandovery）のすぐ外にあるMyddfai村から「Myddfaiの医者」と呼ばれる13世紀のRhiwallon Feddygに関連したハーブ療法のコレクションも収められている。
J・R・R・トールキンはこの本の題名から、自分の作品の想像上の伝説的文献を『西境の赤表紙本』と名付けた。